# Simonetta Jung
Pour les articles homonymes, voir Jung.
Simonetta Irene Jung, née le 1er septembre 1917 à Palerme et morte le 28 juin 2005  à Bruxelles, est une peintre abstraite italo-belge.

## Biographie
Épouse d'Angelo Vigevani, elle est aussi connue sous le nom Simonetta V. Jung. Après la mort de celui-ci, elle épouse un consul belge, Hubert De Schryver et part vivre à Bruxelles.